# Velencei folyamigéb
A velencei folyamigéb (Knipowitschia panizzae) a csontos halak (Osteichthyes) főosztályának a sugarasúszójú halak (Actinopterygii) osztályába, ezen belül a sügéralakúak (Perciformes) rendjébe, a gébfélék (Gobiidae) családjába és a Gobiinae alcsaládjába tartozó faj.

## Előfordulása
A velencei folyamigéb az Adriai-tenger északi partján levő édesvízű tavak, például Lago Maggiore, Garda-tó és folyók, például Pó, Adige és a Velencei-öböl egyéb folyóinak lakója.

## Megjelenése
A hal testhossza legfeljebb 5,5 centiméter lehet. 35 pikkelye van a hosszanti sorban. Tarkója pikkelyek nélküli. A faroknyél pikkelyei nagyobbak, mint a testé.Hasúszói tapadókoronggá fejlődtek.

## Életmódja
A partok sekély, tiszta vizét kedveli. Területhez ragaszkodó halfaj. Tápláléka gerinctelen állatok, főként apró rákok és rovarlárvák.

## Szaporodása
A hím őrzi és gondozza az ikrákat, amelyeket a nőstény a növényekre, kövekre vagy kagylóhéjakra rakott.